# معبد توزن

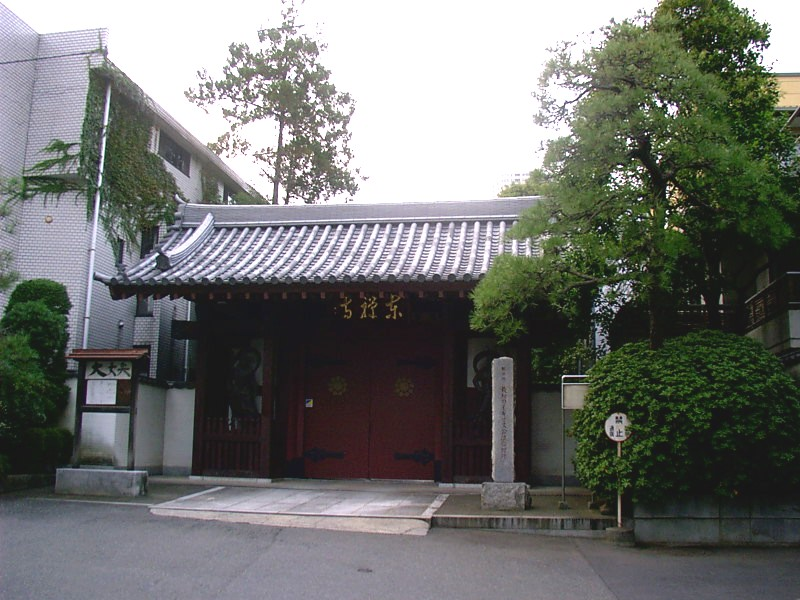
معبد توزن

معبد توزن (به ژاپنی: 東禅寺 Tōzen-ji) معبدی در تاکاناوا، میناتو-کو، توکیو در ژاپن است که به فرقه رینزای، ذن وابسته است. این معبد در سال ۱۸۵۹ میلادی محل اولین سفارت بریتانیا در ژاپن بود.